# کاخ اسماعیلیه
کاخ اسماعیلیه (ترکی آذربایجانی: İsmailiyyə Sarayı) یک بنای تاریخی است که در حال حاضر به عنوان آکادمی ملی علوم آذربایجان مورد استفاده قرار می‌گیرد. این کاخ در خیابان استقلالیت باکو واقع شده‌است. کاخ اسماعیلیه برای انجمن خیریه مسلمان توسط جوزف پلاشکو با هزینه موسی نقی‌اف در سال ۱۹۱۳ میلادی بنیان‌گذاری شده‌است. پس از درگذشت پسرش اسماعیل، نام کاخ را اسماعیلیه گذاشتند.ساخت و ساز در سال ۱۹۰۸ آغاز و در سال ۱۹۱۳ به پایان رسید. این کاخ به سبک معماری گوتیک ونیزی ساخته شده‌است؛ که این ساختمان برای انجمن خیریه مسلمان در نظر گرفته شده بود. در گذشته سازمان و نهادهای مختلفی پس از انجمن خیریه مسلمانان در این کاخ مستقر شده‌است که می‌شود به «انجمن مطالعات آذربایجان»، «کمیسیون باستان‌شناسی»، «جامعه فرهنگ ترکی»، «علوم اتحاد جماهیر شوروی سابق» و در حال حاضر که آکادمی ملی علوم آذربایجان در این بنا واقع شده‌است. در کشتار جمعی آذربایجانی‌ها در حوادث وقایع مارس به کاخ اسماعیلیه موجب آتش‌سوزی و خساراتی شد.

## تاریخ ساخت کاخ
این کاخ با هزینه موسی نقی‌اف، میلیونر معروف آذربایجانی، در سال ۱۹۰۷ بنیانگذاری گردیده‌است. کاخ با هزینه موسی نقی‌اف به یاد پسر وی به نام «اسماعیل» که، بر اثر مرگ زودرس زندگی را بدرود گفته بود، ساخته شده‌است. اسماعیل با تحمل بیماری سل فوت کرده بود.
در سال ۱۹۰۵، حاجی زین العابدین تقی اف، رئیس بنیاد خیریه مسلمان با ارسال نامه‌ای به «دومای شهر باکو»، خواهش‌مند شده بود که، بنیادش نیاز به مقری دارد. در این نامه نیاز بنیاد خیریه مسلمان به مقر با دلیل و مدرک اثبات شده بود. به همین دلیل وی خواهان اهدای زمین خالی موجود در بین دفتر تحریریه روزنامه «کسپی» و مدرسه دختران مسلمان شده بود. آن زمین برای استفاده رایگان بنیاد یادشده به آن اهدا شد، نه به عنوان ملک شخصی؛ ولی ساخت ساتمان در آن زمین تخصیص شده به تعویق افتاد. بعد میلیونرهای باکو در یکی از ضیافت‌های تشکیل شده به مناسبت عید نوروز به موسی نقی‌اف پیشنهاد دادند، که برای ابدی‌سازی یاد پسرش هزینه ساخت ساختمان مقر را به بنیاد خیریه مسلمان اعطا نماید. تهیه طرح ساخت بنا به «جوزف پلاشکو»که مهندس عمران بود سپرده شد.
ساخت کاخ «اسماعیلیه» در سال ۱۹۱۳ تکمیل گردید. این ساختمان به لحاظ ویژگی‌های معماریش، عظیم‌الجثه‌ترین بنا در آن روزگار به‌شمار می‌رفت.

## سوزانده شدن و ترمیم کاخ
ارامنه‌ای که در وقایع مارس در سال ۱۹۱۸ کنترل شهر باکو را به دست گرفته بودند، در تلاش و تکاپو بودند، تا علاوه بر کشتار مردم، خساراتی به ساختمان‌های شهر نیز وارد کنند. کاخ «اسماعیلیه» یکی از ساختمان‌هایی بود که خسارات فراوانی به دست ارامنه دید. ارامنه ابتدا این کاخ را دستبرد زده و بعد آن را به آتش کشیدند. هنگام آن آتش‌سوزی نه تنها خسارات مالی زیادی به ساختمان کاخ وارد شد، بلکه آرشیوهای نهادها و خود کاخ سوخته و از بین رفت.
پس از نبرد باکو اردوی اسلام قفقاز از مقابل کاخ رژه رفت. در سندی ترتیب داده شده از سوی «کمیسیون تحقیقات اضطراری» که پس از تأسیس جمهوری دمکراتیک آذربایجان دایر گردیده بود، وضعیت ساختمان توصیف گشته و مبلغ خسارات مالی وارده مورد احتساب قرار گرفت.
پس از برقراری جمهوری سوسیالیستی آذربایجان شوروی در آذربایجان، از اینکه کاخ «اسماعیلیه» تخریب شده و غیرقابل بهره‌برداری بود، تصمیم بر آن گرفته شد، که ساختمان کاملاً تخریب گردد؛ ولی مردم محلی تظاهرات اعتراض‌آمیزی در مقابل کاخ برپا نموده و از تخریب آن پیشگیری کردند. آن اعتراض‌ها باعث گردید، که دولت به بازسازی و مرمت این کاخ بپردازد. امور بازسازی در ساختمان را معمار «وارتان سرکیسف» انجام داد. علی‌رغم اینکه همگام بازسازی‌ها طرح کلی بنا مورد حفاظت قرار گرفت، ولی نمایش دستخوش برخی تغییرات گشت. در مدالیون‌هایی که روزگاری حاوی آیات قرآن و حدیث‌ها بودند، ستاره‌های پنج گوشه نصب گردیدند.

## مشخصات معماریش

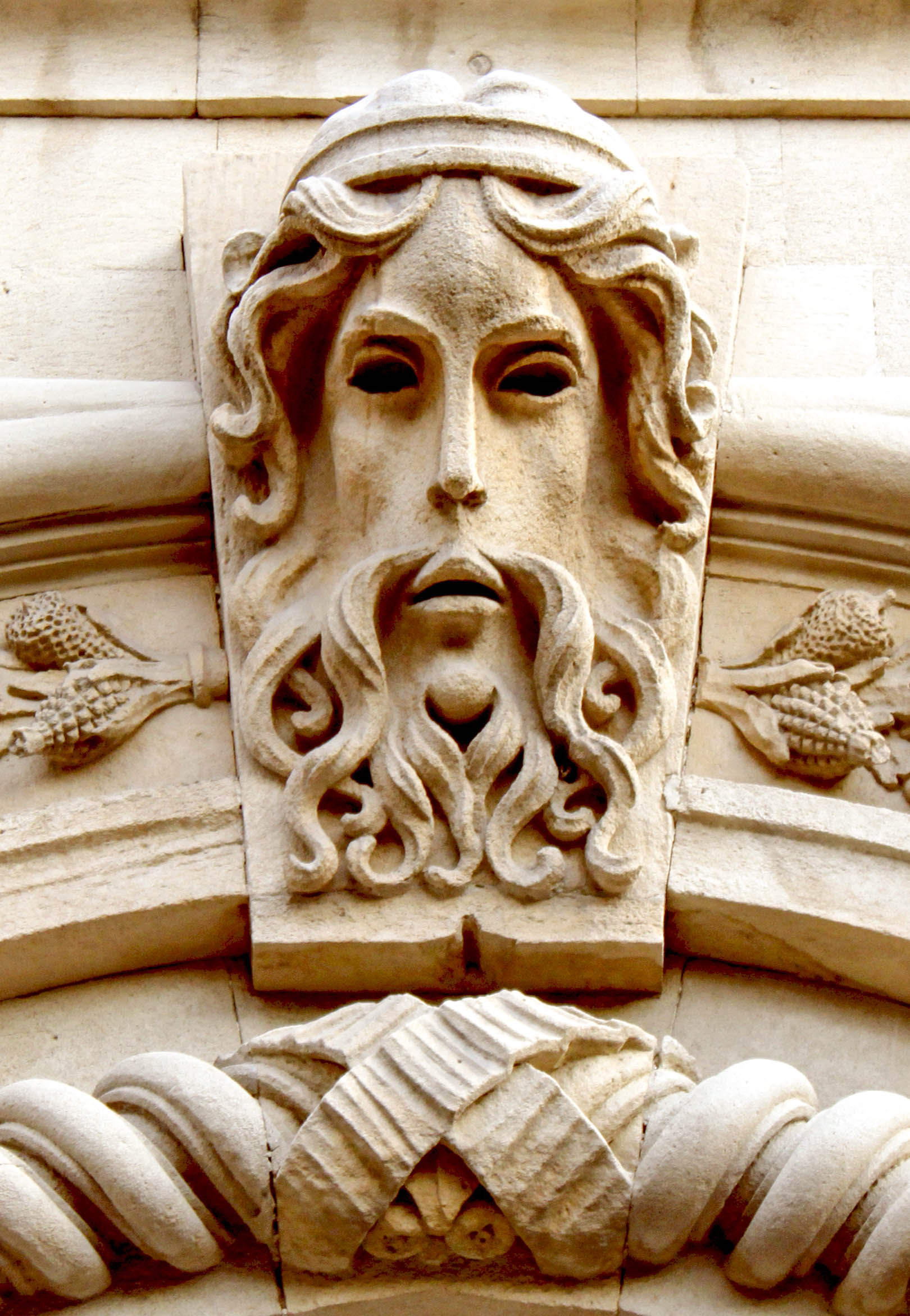
بالای در ورودی قلعه که سر مردی رومی روی آن نقش بسته است.

### موقعیت
در سال ۱۸۹۸، معمار «قسلاوسکی» هم‌زمان با آماده‌سازی طرح ساخت مدرسه دختران مسلمان حاجی زین العابدین تقی اف، طرح بنای بازاری را که برنامه‌ریزی شده بود تا متقارن با مدرسه ساخته شود، تهیه نموده بود. با توجه به ظرفیت‌های خیابان «نیکولایف» که قرار بود بازار در آنجا تأسیس شود، این پروژه به تأخیر افتاد. دومای شهر باکو بر این باور بود که، کنار جاده اصلی مرکزی مکان مناسبی برای قرارگیری مراکز تجاری نیست. آن پنهه تا ده سال دیگر، یعنی تا ساخت پرتجمل‌ترین و شکوه مندترین ساختمان باکو- کاخ «اسماعیلیه» به خاطره پسر میلیونر باکوی موسی نقی‌اف خالی ماند.
پروژه تنظیم ساختار خیابان «نیکولایف» در سال ۱۸۹۰ انجام گرفت، که به موجب آن، خیابان مذکور کاملاً در اختیار بناهای اداری- اجتماعی همچون خانه قرماندار، «مدرسه رئالنی» (دانشگاه دولتی اقتصاد فعلی جمهوری آذربایجان)، دوما و اداره شهر (شهرداری کنونی باکو)، مسجد و اقلام تجاری قرار گرفت. در سال ۱۸۹۳، کارهایی جهت تعیین زمین برای ساخت مسجد جامع آغاز گردید. قرار بود آن مسجد در پارکی دارای فانتینها و فواره‌ها ساخته شود. مسلمانان اهل باکو تمایل داشتند، که مجتمع مذهبی شایان توجهی با اقتباس از مساجد شهرهای استانبول، تبریز و اصفهان، که در قلمرویی آکنده از گیاهان سبز، فانتینها و استخرهای دارای آب زلال ایجاد شده بودند، بسازند؛ ولی ساخت کلیسای جامع «آلکساندر نوسکی» در آن محوطه، تأثیراتی بر لایحهٔ ساخت مسجد نهاد. پس، ساخت مسجد در قلمروی مد نظر گرفته شده از سوی مسئولین حکومت روسیه تزاری ممنوع اعلام گردید.
در ۵ نوامبر سال ۱۸۹۶، زمینی که برای ساخت مسجد زیر نظر گرفته و آماده شده بود، به حاج زین العابدین تقی اف بابت ساخت مدرسه دخترانه واگذار شد. پهنه‌ای که برای ساخت کاخ «اسماعیلیه» تحویل داده شد، از نظر شهرسازی مکان مناسبی و از اهمیت بسزایی در طرح معماری شهر برخوردار بود.
طرح معماری ساختمان از جانب معمار جوزف پلاشکو، که دیگر به عنوان معماری باقریحه در باکو نیز شهرت بسزایی پیدا کرده بود، فی‌مابین سال‌های ۱۹۰۱ الی ۱۹۰۳ تدوین گردید. طرح ساخت این کاخ آن قدر مورد علاقه مردم واقع شده بود، که روزنامه‌های وقت چاب باکو آن را برای فروش در کیوسک‌ها در شماره‌های خود منتشر می‌کردند. مراسم کلنگ‌زنی این کاخ با حضور توده بزرگی از مردم و میلیونرهای باکوی؛ حاج زین العابدین تقی اف، شمسی اسدالله‌یف، «مرتضی مختارف»، «عیسی بیگ حاجینسکی» و برادران «عاشور بیگفها» و «داداشفها» در بیست و یکم دسامبر سال ۱۹۰۸ برگزار گردید. کارهای ساخت و ساز آن نیز در سال ۱۹۱۳ به اتمام رسید.

## نمای ظارهی
کاخ اسماعیلیه بر اساس سبک معماری گوتیک احداث گردیده‌است. نمای ساختمام خیلی شکل‌پذیر می‌باشد و به‌طور ماهرانه‌ای ساخته شده‌است. این بنا، «سمفونی معماری» و اثر هنری هماهنگی می‌باشد، که تمامی بازدیدکنندگان را از نظر معماری ماهرانه و ترکیب فوق‌العاده خود تحت تأثیر عمیقی قرار می‌دهد. معمار کاخ برای اینکه نمای ساختمان را به صورت شکل‌پذیر درآورد، حکاکی‌های عمیقی بر روی سنگ‌ها انجام داده‌است.
معمار با ادغام انگیزه‌های شرق و غرب ترکیبی درخور توجه در ساخت این بنا به وجود آورده‌است.

## نمای داخلی
داخل بنای کاخ بسیار گشاده می‌باشد. در طبقه یکم، سالن مربعی شکل زیبایی، راهرویی با ستون‌های طراحی شده با شیوه ایونی و پلکان فوق العاد زیبا قرار گرفته‌است. اتاق‌های کاری بر موازات پله‌های ورودی قرار دارد.
با وجود اینکه نمای ساختمان بر پایهٔ سبک و سیاق گوتیک طراحی گردیده، ولی می‌شود گفت که، نمای داخلی از نظر شیوه‌اش بر اساس سبک سنتی اروپا ساخته شده‌است.

## نگارخانه

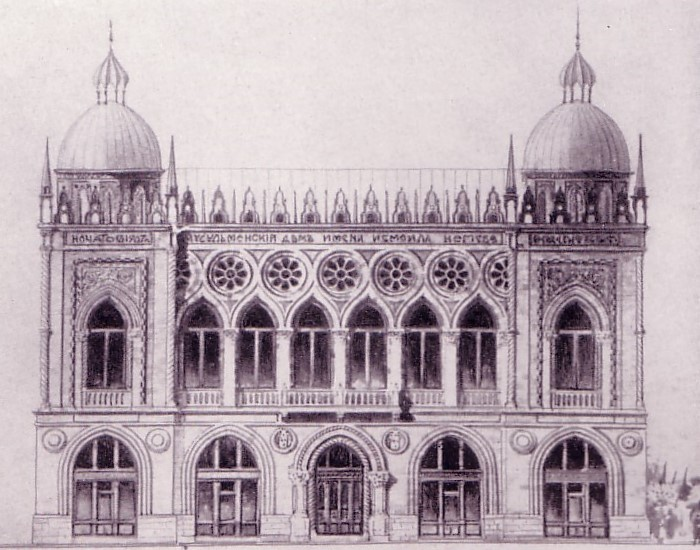
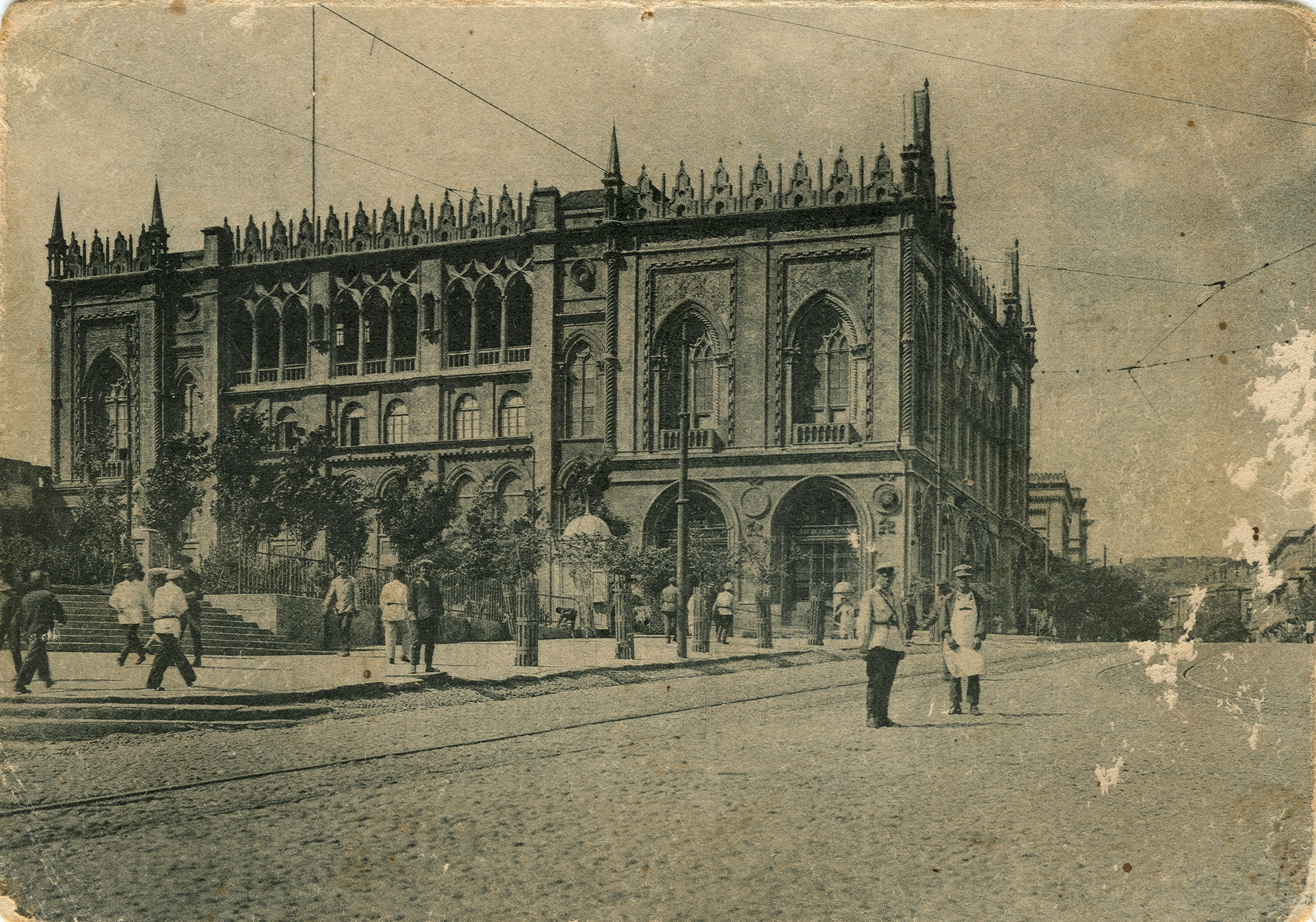
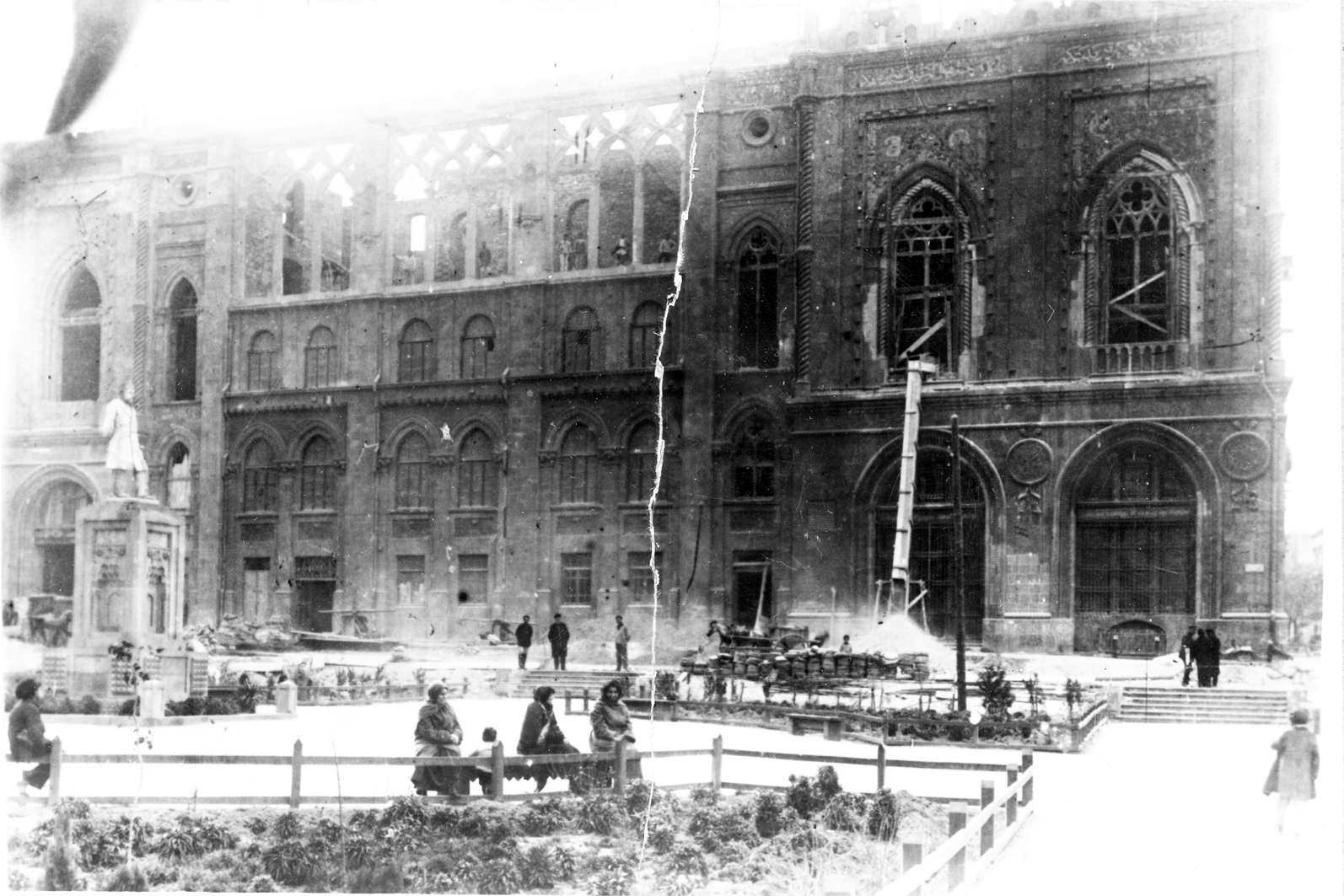
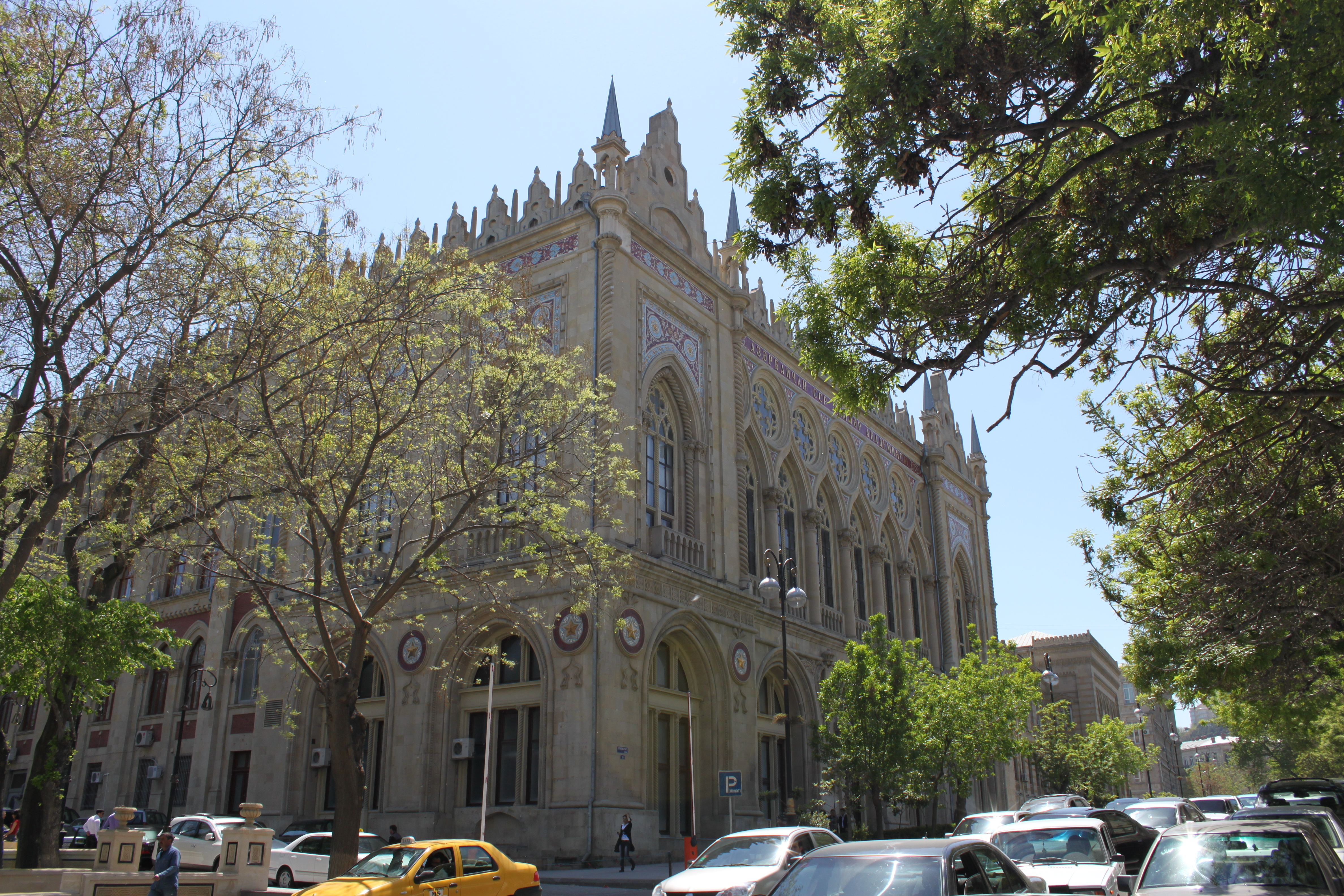
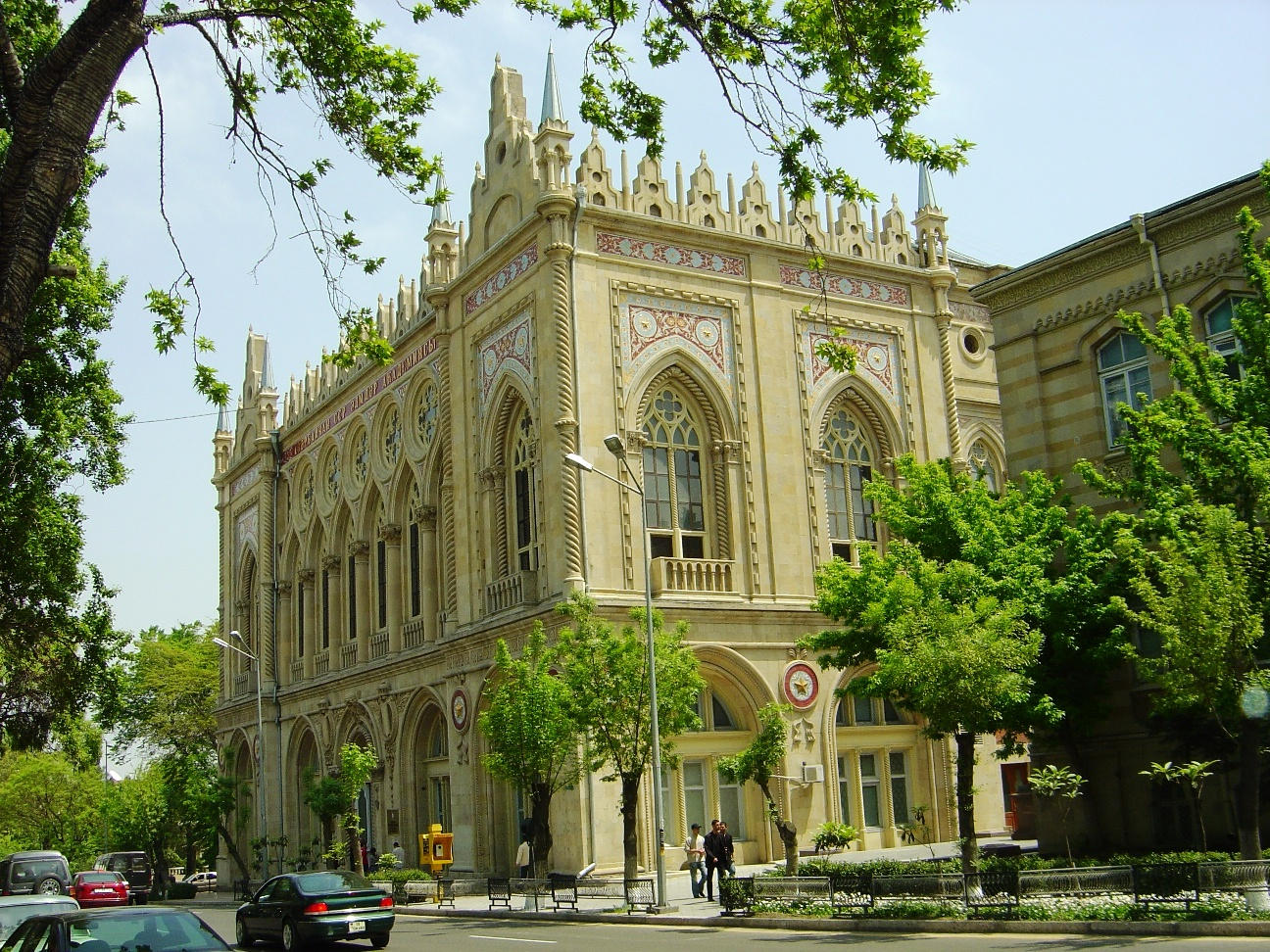
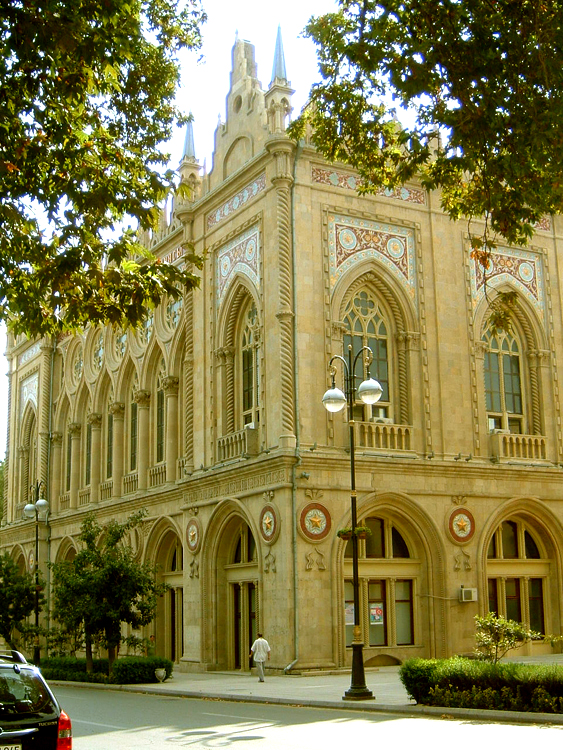